# Хабилькин
Хабилькин — царь гутиев, правил приблизительно в 2140 — 2137 годах до н. э.
Его имя семитское и в переводе означает «Жаль первого сына». Такое имя родители давали сыну, когда первенец их умирал.
Правил Хабилькин 3 года.
| Династия гутиев       |                                      |                    |
| Предшественник: Курум | царь гутиев ок. 2140 — 2137 до н. э. | Преемник: Лаэрабум |